# K2-229
K2-229 è una stella nana arancione situata a circa 340 anni luce dalla Terra, nella costellazione della Vergine. Attorno ad essa, nel 2018, tramite la missione estesa del telescopio spaziale Kepler sono stati scoperti tre pianeti extrasolari.

## Caratteristiche
La stella è una nana arancione di classe K2V, avente una massa e un raggio rispettivamente dell'84% e del 79% di quelli del Sole, e una temperatura superficiale di 5185 K.

## Sistema planetario
Tramite il metodo del transito nel 2018 sono stati scoperti tre esopianeti. Il più interno, K2-229 b, orbita ad appena 1,93 milioni di chilometri dalla stella ospite, in sole 14 ore. Il pianeta è una super Terra con dimensioni paragonabili a quelle terrestri ma con una massa che risulta essere 2,6 volte superiore, indice di un'alta densità, di quasi 9 g/cm³. La sua composizione assomiglia a quella di Mercurio, è composto da un grande nucleo ferroso che costituisce quasi il 70% della sua massa e un mantello poco esteso, che potrebbe essere stato perso in buona parte per un grande impatto o per l'eccessivo irraggiamento della stella madre.
Con il suo grande nucleo ferroso K2-229 si avvicina alla definizione di pianeta di ferro, ed è certamente un pianeta di lava, visto che la sua temperatura di equilibrio di circa 1700 °C è in grado di fondere la maggior parte di rocce e metalli, ferro compreso.
Gli altri due pianeti, K2-229 c e K2-229 d, sono invece dei mininettuno, con raggi superiori a 2 r⊕. Orbitano rispettivamente in 8 e 32 giorni, e nonostante la maggiore distanza dalla stella sono anch'essi molto caldi, con temperature di equilibrio rispettivamente di 800 e 522 K.

### Prospetto del sistema
| Pianeta | Tipo        | Massa        | Raggio   | Periodo orb.   | Sem. maggiore | Eccentricità | Scoperta |
| ------- | ----------- | ------------ | -------- | -------------- | ------------- | ------------ | -------- |
| b       | Super Terra | 2,59±0,43 M⊕ | 1,165 r⊕ | 0,58425 giorni | 0,012888 UA   | 0            | 2018     |
| c       | Mininettuno | <21,3 M⊕     | 2,12 r⊕  | 8,328 giorni   | 0,1591 UA     | 0            | 2018     |
| d       | Mininettuno | <25,1 M⊕     | 2,64 r⊕  | 31 giorni      | 0,182 UA      | 0,39±0,29    | 2018     |